# Kościelnica
Kościelnica (dawn. Łęg Kościelski) – kolonia w Polsce położona w województwie łódzkim, w powiecie poddębickim, w gminie Uniejów.
Dawna kolonia wsi Kościelnica, początkowo nazywana Łęgiem Kościelskim
W latach 1975–1998 kolonia położona była w województwie konińskim.